# Umburatiba
Umburatiba là một đô thị thuộc bang Minas Gerais, Brasil. Đô thị này có diện tích 404,892 km², dân số năm 2007 là 2776 người, mật độ 7 người/km².